# 擬社會人際互動

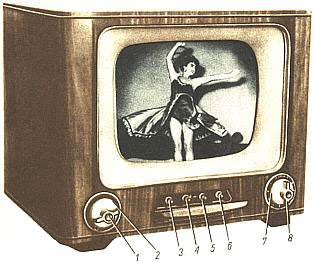
不同的表演者是擬社會人際互動的一部分。

擬社會人際互動，或準社會交互關係（英語：Parasocial interaction，縮寫：PSI），是唐納德·霍頓（Donald Horton）和理查·沃荷於1956年提出的概念，是指“指媒體使用者對節目單向式的人際傳播，使用者認為節目主持人如熟悉的朋友，使用該媒體就如同與他見面或和他談話般，這種親切的感覺產生了對媒體的信任感與依賴感。”观众或听众开始将媒体人物视为朋友，尽管他们与这些人物没有或仅有有限的互动。PSI 被描述为一种幻觉体验，媒体观众与人物（例如，脱口秀主持人、名人、虚构角色、社交媒体影响者）互动，就好像他们与这些人物有着相互回应的关系。这个术语由唐纳德·霍顿和理查德·沃尔在1956年创造。
此种单向社交互动，即对某个人物的关注，在经过反复的媒体曝光后，会使媒体用户产生亲密、友谊和认同的错觉，从而发展成为一种单向社交关系。用户了解到关于媒体人物的积极信息后，会增加吸引力，进而使关系得以进展。由于媒体人物提供的信任和自我披露，单向社交关系得到了加强。
媒体用户忠诚并感觉与人物直接相连，就像他们与亲密朋友的联系一样，通过观察和解读人物的外表、手势、声音、对话和行为。媒体人物对媒体用户有着重大的影响，无论是积极还是消极的，都会影响他们对某些话题的看法，甚至是他们的购买习惯。根据发展心理学家桑德拉·L·卡尔弗特（Sandra L. Calvert）的说法，涉及单向社交互动对儿童长期影响的研究仍然相对较新。
社交媒体为单向社交关系的加强提供了额外的机会，因为它提供了更多的机会进行亲密、互惠和频繁的用户与人物之间的互动。这些虚拟互动可能涉及评论、关注、点赞或直接消息。人物出现的一致性也可能导致用户眼中的更亲密的感知。